# 阿尔让维耶尔
阿尔让维耶尔（法語：Argenvières，法語發音：[aʁʒɑ̃vjɛʁ]）是法国谢尔省的一个市镇，位于该省东部偏南，属于布尔日区。

## 地理
阿尔让维耶尔（47°8'13"N, 3°0'20"E）面积14.72 平方千米，位于法国中央-卢瓦尔河谷大区谢尔省，该省份为法国中部省份，北起卢瓦雷省，西接卢瓦-谢尔省和安德尔省，南至克勒兹省，东南接阿列省，东临涅夫勒省。
与阿尔让维耶尔接壤的市镇（或旧市镇、城区）包括：拉沙佩勒蒙利纳尔、瑞西勒绍德里耶、小圣莱热、圣马丹德尚、卢瓦尔河畔拉沙里泰、拉马尔什。

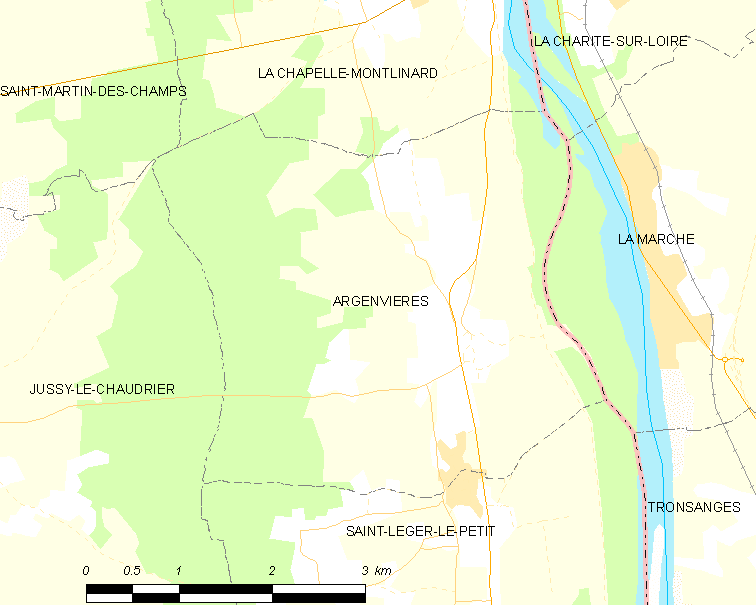
阿尔让维耶尔的OSM定位图

阿尔让维耶尔的时区为UTC+01:00、UTC+02:00（夏令时）。

## 行政
阿尔让维耶尔的邮政编码为18140，INSEE市镇编码为18012。

## 政治
阿尔让维耶尔所属的省级选区为阿沃尔县。

## 人口

1962-2008年间阿尔让维耶尔人口变化图示

阿尔让维耶尔于2022年1月1日时的人口数量为439人。